# Doom:VS
Doom:VS est un groupe suédois (one-man band) de funeral doom metal et de death metal, originaire de Säffle. Johan Ericson, fondateur du groupe, est le guitariste et la voix masculine secondaire du groupe Draconian.

## Biographie
Doom:VS est formé en 2006 par Johan Ericson. À l'ambiance très lourde, le projet est formé de l'idée de faire un style sombre et proche du doom metal se rapprochant des autres groupes du genre tels que Shape of Despair et Mourning Beloveth. Le nom de Doom:VS est un jeu de mots entre le latin domus, pour « maison » Haus, et le mot anglais doom en anglais pour House of Doom. Ericson joue de tous les instruments, et s'occupe des couvertures de ses albums. Il décide de former son propre groupe car il n'arrivait à trouver personne d'autre qui partage sa vision de la musique. 
Doom:VS publie une première démo en 2004, intitulée Empire of the Fallen, en indépendant. La démo est très bien reçue et permet au groupe de signer un contrat en 2005 avec le label finlandais Firedoom Music, un sous-label de Firebox Records qui produit des groupes tels que Saturnus, Necare et Swallow the Sun. En 2006, Doom:VS publie son premier album studio, Aeternum Vale, qui sera bien accueilli par la presse spécialisée,,. Il prévoit ensuite quatre nouveaux titres de doom metal obscurs pour son prochain album. Trois des quatre chansons sont traitées comme le chant de Draconian, Scorched du fondateur, D. Arvidsson.
En octobre 2008, Doom:VS prévoit un prochain album le 20 octobre 2008, au label Firebox. L'album Dead Words Speak est donc publié à la date indiquée,. En mai 2014, Doom:VS publie son troisième album studio intitulé Earthless, au label Solitude Productions.

## Membre actuel
- Johan Ericson - tous les instruments (depuis 2004)

## Discographie

### Albums studio
- 2006 : Aeternum Vale
- 2008 : Dead Words Speak
- 2014 : Earthless

### Démos
- 2004 : Empire of the Fallen